# Межа Шенберга–Чандрасекара
Межа Шенберга–Чандрасекара або Чандрасекара–Шенберга межа — у зоряній астрофізиці це максимальна маса неплавкого ізотермічного ядра, яке може підтримувати охоплюючу оболонку. Він виражається як відношення маси ядра до загальної маси ядра та оболонки. Оцінки обмеження залежать від використовуваних моделей і передбачуваного хімічного складу ядра та оболонки; наведені типові значення від 0,10 до 0,15 (від 10% до 15% від повної зоряної маси). Це максимум, до якого може зрости заповнене гелієм ядро, і якщо ця межа перевищена, як це може статися лише у масивних зірках, ядро руйнується, вивільняючи енергію, яка змушує зовнішні шари зірки розширюватися, перетворюючись на червоного гіганта. Він названий на честь астрофізиків Субрахманьяна Чандрасекара та Маріо Шенберга, які оцінили його значення в статті 1942 року. Вони так 
оцінили {\displaystyle \operatorname {\left({\frac {\operatorname {M} _{ic}}{M}}\right)} _{SC}=0.37\left({\frac {\operatorname {\mu } _{e}}{\operatorname {\mu } _{ic}}}\right)^{2}}
Обмеження Шенберга–Чандрасекара вступає в дію, коли синтез у зірці головної послідовності вичерпує водень у центрі зірки. Потім зірка стискається, поки водень не з’єднається в оболонці, що оточує багате на гелій ядро, обидва з яких оточені оболонкою, що складається переважно з водню. Ядро збільшується в масі, коли оболонка прогорає свій шлях назовні крізь зірку. Якщо маса зірки менше приблизно 1,5 мас Сонця, ядро стане виродженим до того, як буде досягнуто межі Шенберга–Чандрасекара, і, з іншого боку, якщо маса перевищує приблизно 6 мас Сонця, зірка залишає головну послідовність з масою ядра, яка вже перевищує межу Шенберга–Чандрасекара, тому його ядро ніколи не є ізотермічним до синтезу гелію. У випадку, що залишився, коли маса становить від 1,5 до 6 мас Сонця, ядро буде рости, доки не буде досягнуто межі, після чого воно швидко стискатиметься, доки гелій не почне зливатися в ядрі.